# 가족 나들이
"가족 나들이"(Family Picnic)는 한국에서 제작된 홍승완 감독의 2006년 영화이다. 서영주 등이 주연으로 출연하였다.

## 출연

### 주연
- 서영주
- 권미형
- 이명행
- 오용
- 한태일
- 정예원

## 기타
- 붐어시스턴트: 신숙
- 붐어시스턴트: 최윤희
- 미술: 장경윤